# Centre Stefan Zweig de Salzbourg
Le Centre Stefan-Zweig de Salzbourg est un projet de la ville et de l’État de Salzbourg avec l'université de Salzbourg, pour la littérature, l'art et la science. Il est situé sur l'Edmundsburg.

## Histoire
Stefan Zweig a vécu à Salzbourg de 1919 à 1934. Il y a écrit les livres Les Très Riches Heures de l'humanité, les études historico-biographiques sur Joseph Fouché, Marie-Antoinette et Érasme de Rotterdam. Afin de mettre en discussion l'héritage littéraire et européen de l'écrivain autrichien Stefan Zweig, le Centre de Salzbourg a été fondé en 2008 par le recteur Heinrich Schmidinger. L'écrivain et chercheur en littérature Klemens Renoldner (de) est le directeur du centre depuis 2008.

## Programme
Le programme du Centre Stefan-Zweig comprend des conférences, des discussions, des lectures et des colloques scientifiques. Les principaux domaines de recherche sont l'histoire culturelle et littéraire autrichienne de 1900 à 1945, les questions de science, d'art et de judaïsme, mais aussi des conférences sur la littérature contemporaine et sur l'unification européenne. Des collaborations nationales et internationales, artistiques et scientifiques y sont régulièrement organisées.

## Expositions
Une exposition dépeint la vie et l'œuvre de l'auteur Stefan Zweig avec des photos, des documents d'archives et manuscrits. Sa vie y est présentée en cinq sections. Des expositions spéciales sont également présentées à l'occasion.

## Bibliothèque
Une bibliothèque de recherche est disponible pour les travaux scientifiques. C'est une bibliothèque de référence, le prêt n'est pas possible. La majeure partie de la bibliothèque provient du diplomate britannique et biographe de Zweig, Donald A. Prater, qui a remis sa collection à l'université de Salzbourg.

## Publications
Le Centre Stefan-Zweig de Salzbourg publie un magazine appelé Zweigheft. Deux numéros apparaissent chaque année. Des textes largement publiés et des interviews de Stefan Zweig sont rendus accessibles, des études individuelles sur des questions biographiques sont publiées. Des écrivains autrichiens rendent compte de la nouvelle lecture des textes de Zweig. Le livret de la succursale documente également les événements du centre. Les volumes de la série du Centre Stefan-Zweig de Salzbourg sont publiés en ordre irrégulier par le Würzburger Verlag Königshausen & Neumann. Ils documentent les résultats de recherche les plus importants des conférences. Le volume 2, publié en 2011 ("J'aimais la France comme une deuxième maison" - nouvelles études sur Stefan Zweig) contient toutes les discussions d'une conférence franco-allemande de Zweig à Mulhouse .
L'entité juridique est l'Université de Salzbourg qui, avec la ville et la province de Salzbourg en assure le financement. Le projet est soutenu par l'Association des amis du Centre Stefan-Zweig de Salzbourg.